# Haitong (köping i Kina, Jiangsu)
Haitong (kinesiska: 海通, 海通镇) är en köping i Kina. Den ligger i provinsen Jiangsu, i den östra delen av landet, omkring 240 kilometer nordost om provinshuvudstaden Nanjing. Antalet invånare är 30217. Befolkningen består av 14 968 kvinnor och 15 249 män. Barn under 15 år utgör 10,0 %, vuxna 15-64 år 78 %, och äldre över 65 år 10,0 %.
Genomsnittlig årsnederbörd är 983 millimeter. Den regnigaste månaden är juli, med i genomsnitt 234 mm nederbörd, och den torraste är januari, med 21 mm nederbörd.